# Тетрафторобериллат лития
Тетрафтороберилла́т ли́тия — неорганическое соединение, 
комплексная соль металлов бериллия, лития и плавиковой кислоты с формулой Li2[BeF4] (иногда записывают как 2LiF•BeF2),
бесцветные кристаллы,
растворяется в воде.

## Получение
- Сплавление фторидов лития и бериллия:

{\displaystyle {\ce {2LiF + BeF2 ->[T] Li2[BeF4]}}}
- Кристаллизация из водного раствора тетрафторобериллата аммония и хлорида лития[1]:

{\displaystyle {\ce {(NH4)2BeF4 + 2LiCl -> Li2[BeF4]v + 2NH4Cl}}}

## Физические свойства
Тетрафторобериллат лития образует бесцветные кристаллы тригональной сингонии, пространственная группа R 3, параметры ячейки a = 1,316 нм, c = 0,8850 нм, Z = 18.
Растворяется в воде.

## Применение
- Расплав тетрафторобериллата лития хорошо растворяет фториды урана, тория и циркония, а также обладает высокой удельной теплоёмкостью, поэтому используется в ядерных реакторах на расплавленных солях.